# Wiktoria Czyżewska
Wiktoria Czyżewska (ur. 2 lutego 2004 w Końskich) – polska zawodniczka mieszanych sztuk walki (MMA) wagi muszej. Dwukrotna mistrzyni Polski oraz Europy ALMMA. Od 2022 roku związana z największą polską organizacją KSW.

## Życiorys
Czyżewska rozpoczęła treningi sztuk walki w wieku dziewięciu lat, kiedy to przypadkiem poszła z kolegą na pierwszy trening. Początkowo trenowała karate, jednak w wieku piętnastu lat rozpoczęła treningi kick-boxingu. Razem z tą dyscypliną połączyła pierwsze treningi MMA. Pierwszą amatorską walkę stoczyła w 2018 roku. Później stoczyła dużo walk półzawodowych, które łączyła ze startami amatorskimi. 

## Osiągnięcia

### Kick-boxing
- 2019: Mistrzynia Polski kadetek w formule kick light[4]

### Grappling
- 2021: Mistrzyni Polski ADCC seniorek do 65 kg[5][6]

### Mieszane sztuki walki
- Amatorska Liga MMA
  - 2020: Mistrzyni Europy ALMMA juniorek w kategorii +57 kg[7]
  - 2021: Mistrzyni Polski ALMMA juniorek w kategorii do 66 kg (waga piórkowa)[8]
  - 2021: Mistrzyni Europy ALMMA juniorek w kategorii do 66 kg (waga piórkowa)[9]
  - 2022: Mistrzyni Polski ALMMA juniorek w kategorii do 66 kg (waga piórkowa)[10]
- MMA Polska
  - 2022: Wicemistrzyni Polski MMA Polska seniorek w kategorii do 66 kg (waga piórkowa)[11]
- Herakles
  - 2022: Herakles w kategorii Odkrycie Roku 2022[12]
- Konfrontacja Sztuk Walki
  - Bonus za nokaut wieczoru (dwa razy) vs. Petra Částková (2024)[13], Erianny Castaneda (2024)[14]
  - Bonus za walkę wieczoru (raz) vs. Bianca Sattelmayer (2025)[15]

## Lista walk w MMA

### Zawodowe
| Wynik     | Bilans | Przeciwnik (bilans przed walką) | Rozstrzygnięcie                 | Runda | Czas | Rozgrywki                             | Data       | Miejsce   | Uwagi                     |
| --------- | ------ | ------------------------------- | ------------------------------- | ----- | ---- | ------------------------------------- | ---------- | --------- | ------------------------- |
| Wygrana   | 6-1    | Bianca Sattelmayer (11-12)      | Decyzja (jednogłośna)           | 3     | 5:00 | XTB KSW 108: Soldaev vs. Brichta      | 19.07.2025 | Olsztyn   | Bonus za walkę wieczoru   |
| Wygrana   | 5-1    | Adrianna Kreft (5-2)            | Decyzja (jednogłośna)           | 3     | 5:00 | XTB KSW 102: Przybysz vs. Azevedo     | 25.01.2025 | Radom     |                           |
| Wygrana   | 4-1    | Erianny Castaneda (4-4)         | KO (wysokie kopnięcie na głowę) | 1     | 2:09 | KSW 97: Bajor vs. Scheffel            | 24.08.2024 | Tarnów    | Bonus za nokaut wieczoru. |
| Wygrana   | 3-1    | Petra Částková (6-6)            | KO (kopnięcie na korpus)        | 1     | 1:56 | KSW 91: Mircea vs. Brichta            | 17.02.2024 | Liberec   | Bonus za nokaut wieczoru. |
| Przegrana | 2-1    | Sandra Succar (2-0)             | TKO (łokcie w parterze)         | 3     | 2:34 | XTB KSW 85: Parnasse vs. Ruchała      | 19.08.2023 | Nowy Sącz |                           |
| Wygrana   | 2-0    | Ołeksandra Karasewa (2-0)       | TKO (ciosy pięściami)           | 1     | 1:12 | XTB KSW 77: Khalidov vs. Pudzianowski | 17.12.2022 | Gliwice   | Debiut w KSW.             |
| Wygrana   | 1-0    | Wiktoria Domżalska (0-0)        | TKO (ciosy pięściami)           | 1     | 0:21 | TFL 25: Strzelczyk vs. Białas         | 28.10.2022 | Włodawa   |                           |

### Amatorskie
| Wynik     | Bilans | Przeciwnik (bilans przed walką) | Rozstrzygnięcie       | Runda | Czas | Rozgrywki                              | Data       | Miejsce   | Uwagi                                                    |
| --------- | ------ | ------------------------------- | --------------------- | ----- | ---- | -------------------------------------- | ---------- | --------- | -------------------------------------------------------- |
| Wygrana   | 10-1   | Justyna Kulińska (0-1)          | TKO (ciosy pięściami) | 1     | 1:12 | Fight Empire MMA 1                     | 04.06.2022 | Łobez     |                                                          |
| Wygrana   | 9-1    | Dominika Chrzyptowicz (0-0)     |                       |       |      | ALMMA 208: Mistrzostwa Europy MMA 2021 | 18.12.2021 | Sochaczew |                                                          |
| Wygrana   | 8-1    | Magdalena Bocianowska (0-0)     | TKO (ciosy pięściami) | 1     | 0:31 | ALMMA 196                              | 18.09.2021 | Sochaczew | Wygrała turniej ALMMA juniorek w wadze piórkowej.        |
| Wygrana   | 7-1    | Julia Lisiak (1-1)              | TKO (ciosy pięściami) | 1     | 1:32 | ALMMA 196                              | 18.09.2021 | Sochaczew | Półfinał turnieju ALMMA juniorek w wadze piórkowej.      |
| Wygrana   | 6-1    | Weronika Cisło (4-6)            | TKO (ciosy pięściami) | 2     | 1:57 | Lubelska Gala Sportów Walki            | 04.06.2021 | Lublin    |                                                          |
| Wygrana   | 5-1    | Julia Lisiak (1-0)              | Decyzja (jednogłośna) | 3     | 3:00 | ALMMA 193: Puchar Polski MMA 2021      | 15.05.2021 | Sochaczew | Wygrała turniej ALMMA juniorek w wadze piórkowej.        |
| Wygrana   | 4-1    | Joanna Szpera (0-0)             | Decyzja (jednogłośna) | 3     | 3:00 | ALMMA 193: Puchar Polski MMA 2021      | 15.05.2021 | Sochaczew | Półfinał turnieju ALMMA juniorek w wadze piórkowej.      |
| Wygrana   | 3-1    | Oliwia Pawlak (0-1)             | TKO (ciosy pięściami) | 1     | 0:25 | ALMMA 193: Puchar Polski MMA 2021      | 15.05.2021 | Sochaczew | Ćwierćfinał turnieju ALMMA juniorek w wadze piórkowej.   |
| Wygrana   | 2-1    | Dominika Steczkowska (9-3)      | Decyzja (jednogłośna) | 3     | 3:00 | Mistrzostwa Europy MMA 2020            | 07.11.2020 | Sochaczew | Zdobyła mistrzostwo Europy ALMMA juniorek w kat. +57 kg. |
| Wygrana   | 1-1    | Magdalena Królikowska (0-0)     | TKO (ciosy pięściami) | 3     | N/A  | TFL 21: Kozienice                      | 05.09.2020 | Kozienice |                                                          |
| Przegrana | 0-1    | Adrianna Kreft (3-1)            | Decyzja (jednogłośna) | 3     | 3:00 | TFL 20: Sky Tattoo Radom Night         | 07.03.2020 | Radom     |                                                          |